# Mariä Heimsuchung (Northeim)

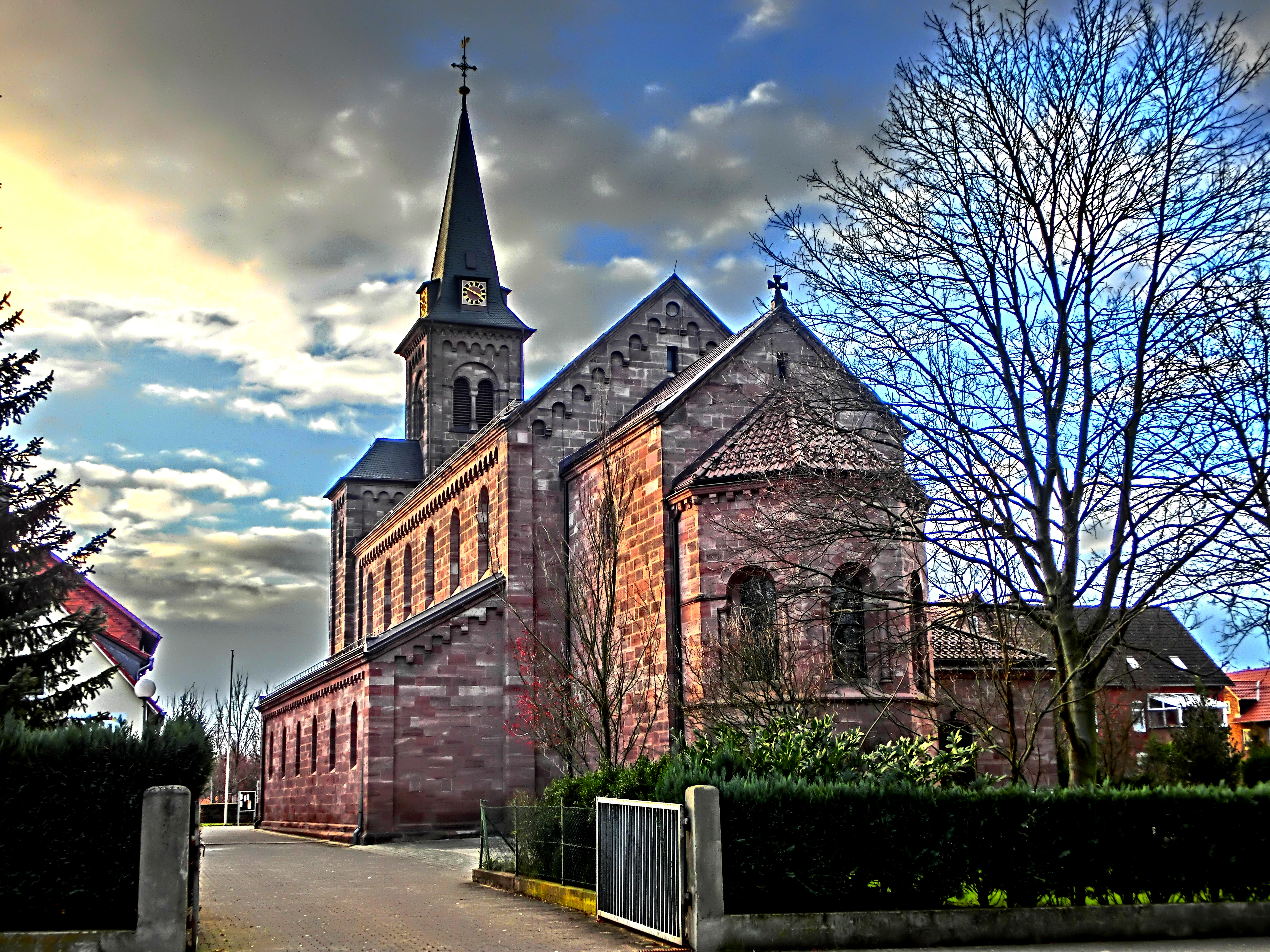
Pfarrkirche Mariä Heimsuchung

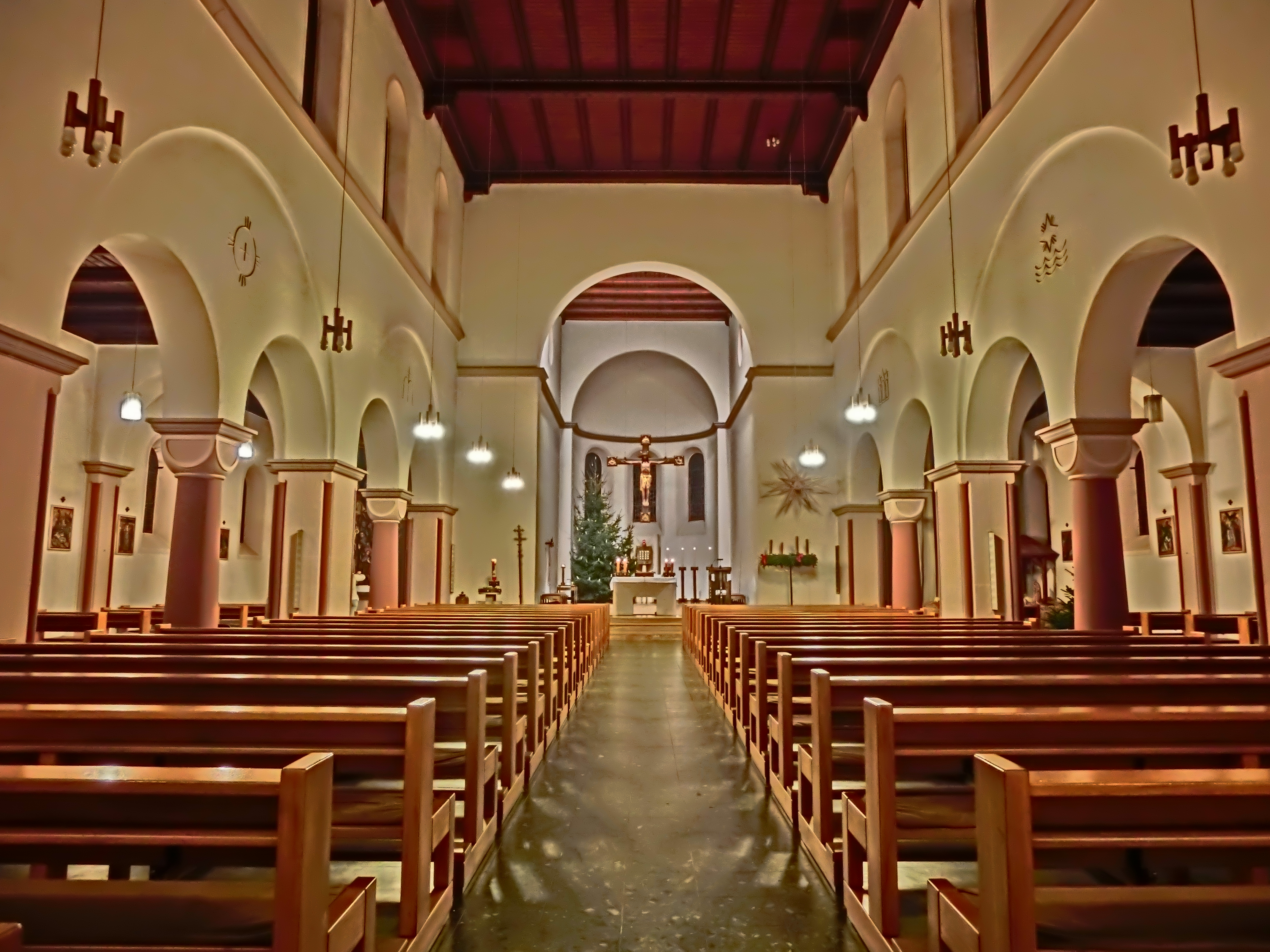
Inneres

Die Kirche Mariä Heimsuchung, örtlich auch kurz Marienkirche genannt, ist eine katholische Pfarrkirche ein neuromanisches Gotteshaus in der niedersächsischen Kreisstadt Northeim. Die 1885/86 nach Plänen von Richard Herzig erbaute Kirche steht am Westrand des historischen Stadtwalls, zwischen Beitem Weg und Gardekürassierstraße. Ihre Pfarrgemeinde gehört zum Dekanat Nörten-Osterode im Bistum Hildesheim.

## Geschichte
Seit der Reformation gab es in Northeim keine katholische Gemeinde mehr. Das Gebiet gehörte zur Stiftspfarrei Nörten. Eisenbahnbau und Industriebetriebe brachten erst nach der Mitte des 19. Jahrhunderts wieder katholische Familien in die Stadt. 1884 entstand die katholische Schule, im Folgejahr begann der Bau der Kirche. Sie erhielt das Patrozinium Mariä Heimsuchung und wurde Pfingsten 1886 benediziert. Die feierliche Kirchweihe wurde wegen des Kulturkampfs zunächst aufgeschoben und konnte erst am 2. September 1907 durch Bischof Adolf Bertram vollzogen werden. Die Baukosten wurden außer von der Diözese Hildesheim durch den Bonifatiusverein, den Ludwigs-Missionsverein und viele Einzelspender aus der ganzen Provinz Hannover aufgebracht. Bereits 1894 wurde die Pfarrei Northeim eingerichtet.
Den Zweiten Weltkrieg überstand die Kirche unbeschädigt. Nach dem Krieg wurde sie Heimat für die vielen Katholiken, die als Vertriebene in die Stadt und die umgebenden Orte kamen. 1961 wurde der Kindergarten der Gemeinde eröffnet. 1975/76 wurde ein modernes Pfarrzentrum mit Pfarrhaus gebaut. Seit dem 1. März 2004 gehört die Kirche zum damals neu gegründeten Dekanat Nörten-Osterode, zuvor gehörte sie zum Dekanat Nörten. 2004 kam zur Pfarrgemeinde die Kirche St. Jakobus der Ältere in Kalefeld hinzu, und 2006 die Kirche St. Ulrich in Moringen sowie die ehemalige Lindauer Filialkirche Herz Jesu in Katlenburg. Am 25. Juli 2009 wurde die Filialkirche in Katlenburg profaniert, am 19. Juni 2015 die Filialkirche in Kalefeld.

## Architektur
Mariä Heimsuchung ist eine dreischiffige Basilika mit eingezogenem Chor und polygonaler Apsis. Über dem Portal im Westen erhebt sich der quadratische Glockenturm mit Spitzhelm, der durch zwei Flankenbauten zu einem Westbau erweitert ist. Die Gewölbe des Innenraums werden von Säulen und Pfeilern im Stützenwechsel getragen.

## Ausstattung
Zur Erstausstattung der Kirche gehörte ein Hochaltar von Carl Dopmeyer. 1936 wurden die Wände von Josef Bohland ausgemalt (1963 beseitigt). Die heutige Ausstattung stammt aus dem dritten Viertel des 20. Jahrhunderts und nimmt teilweise auf das Schicksal von Krieg und Vertreibung Bezug. 

## Orgel

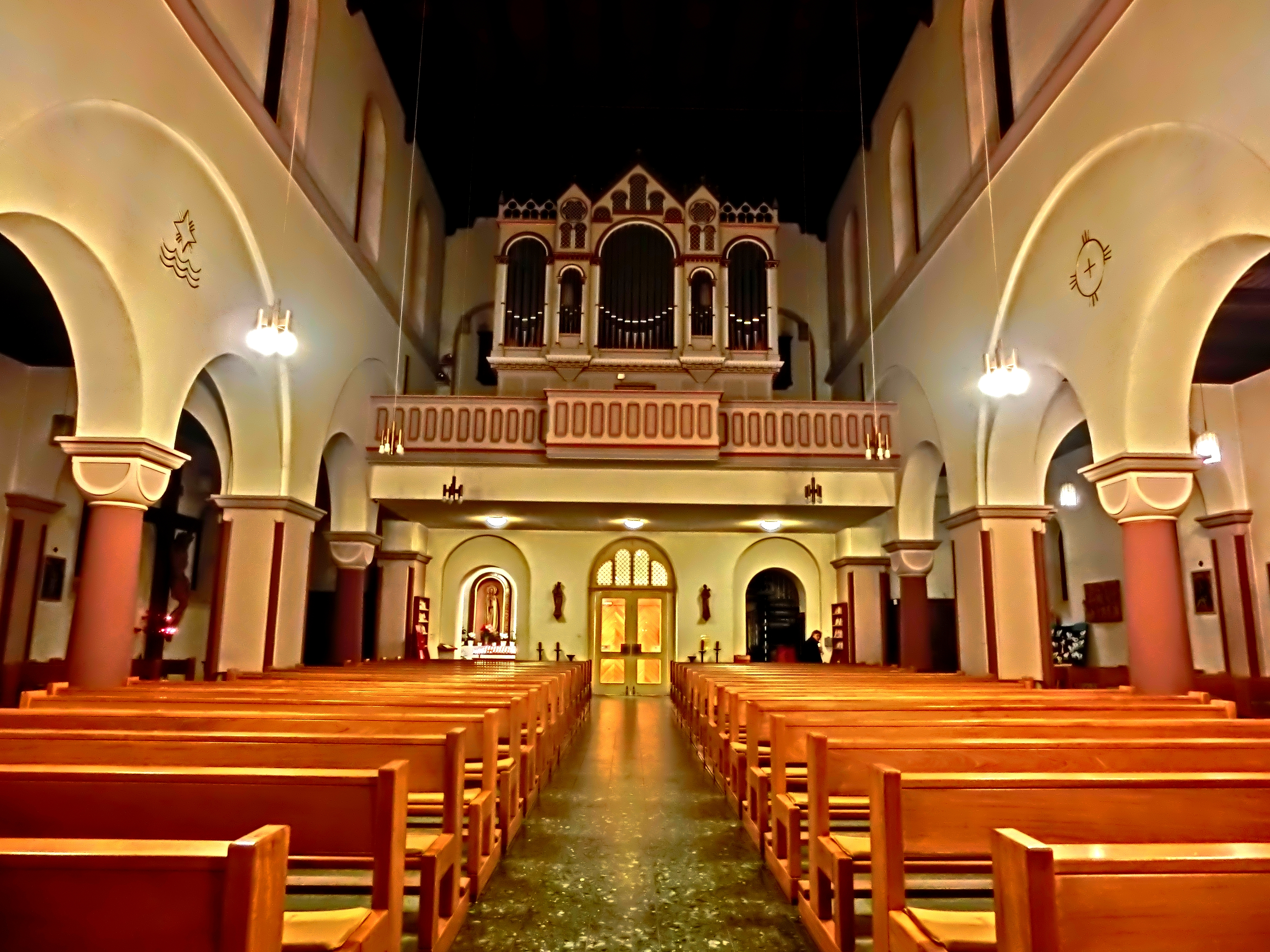
Blick zur Orgelempore

Die Orgel auf der Empore wurde 2005 von dem Orgelbauer Elmar Krawinkel unter Verwendung des Prospekts und einiger Teile der Krell-Orgel von 1890 errichtet. Das Instrument hat 35 Register auf zwei Manualwerken und Pedal.
| I Hauptwerk C–a3 |             |        |
| 1.               | Bordun      | 16′    |
| 2.               | Principal   | 8′     |
| 3.               | Gamba       | 8′     |
| 4.               | Hohlflöte   | 8′     |
| 5.               | Gedact      | 8′     |
| 6.               | Octava      | 4′     |
| 7.               | Gemshorn    | 4′     |
| 8.               | Quinta      | 3′     |
| 9.               | Octava      | 2′     |
| 10.              | Tertia      | 1 3⁄5′ |
| 11.              | Mixtur IV–V | 2′     |
| 12.              | Trompete    | 8′     |

| II Hinter-Schwellwerk C–a3 |                       |     |
| 13.                        | Quintatön             | 16′ |
| 14.                        | Geigenprincipal       | 8′  |
| 15.                        | Salicional            | 8′  |
| 16.                        | Vox coelestis (ab c0) | 8′  |
| 17.                        | Rohrflauta            | 8′  |
| 18.                        | Octava                | 4′  |
| 19.                        | Fugara                | 4′  |
| 20.                        | Traversflauta         | 4′  |
| 21.                        | Nassat                | 3′  |
| 22.                        | Superoctava           | 2′  |
| 23.                        | Mixtur III–IV         | 1′  |
| 24.                        | Cornett III–IV        |     |
| 25.                        | Oboe                  | 8′  |

| Pedalwerk C–f1 |               |     |
| 26.            | Violonbass    | 16′ |
| 27.            | Subbass       | 16′ |
| 28.            | Großquinta    | 12′ |
| 29.            | Octavbass     | 8′  |
| 30.            | Violonbass    | 8′  |
| 31.            | Gedactbass    | 8′  |
| 32.            | Quinta        | 6′  |
| 33.            | Octave        | 4′  |
| 34.            | Posaunenbass  | 16‘ |
| 35.            | Trompetenbass | 8′  |

- Koppeln: II/I, I/P, II/P